# RKV FC Sithoc
El RKV FC Sithoc (nom complet Rooms Katholieke Vereniging Football Club Sithoc) és un club de futbol de la ciutat de Willemstad, a Curaçao. Va ser fundat el 7 de març de 1942.

## Palmarès
- Lliga de Curaçao de futbol:[2]
  - 1960, 1961, 1986, 1989, 1990, 1991, 1992, 1993, 1995

- Campionat de les Antilles Neerlandeses de futbol:[3]
  - 1961, 1962, 1990, 1991, 1992, 1993, 1995, 1999